# 潘俭伟
潘俭伟（1972年8月1日—），马来西亚政治人物，民主行动党党员，生於馬來西亞柔佛州峇株巴轄，祖籍廣東省潮州。曾任马来西亚雪兰莪白沙罗国会议员（2018年至2022年）和八打灵再也北区国会议员（2008年至2018年），也曾担任雪兰莪州民主行动党区部主席和在马来西亚财政部担任特别官员。

## 主要事迹
- 2007年1月加入民主行动党。
- 2008年担任行动党秘书长林冠英的经济顾问。
- 2008年3月当选为八打灵再也北区国会议员。
- 2018年马来西亚大选期间，潘俭伟拍摄《一马窃国志》[3][4][5]，讲述时任首相纳吉·阿都拉萨的一个马来西亚发展有限公司丑闻（1MDB）故事来龙去脉。
- 2018年以106,903多数票胜选白沙罗国席，成为509大选得到最多多数票的议员。

## 争议事件

### 被马哈迪指控干涉政府事务与态度傲慢
2021年12月6日，前首相马哈迪·莫哈末为自己即将出版的新书接受《MalaysiaNow》网媒访问时，不点名批评前财政部长林冠英的行动党顾问未经授权参与了政府事务，并为政敌巫统攻击希盟政府提供了弹药。并特别描述一名林冠英信赖的行动党高级顾问，在参与政府的商业谈判时，以为自己可以代表政府对公务员行使权力，并在谈判中采取威胁手段。该访谈涉及106交易塔项目的谈判计划。
12月7日，潘俭伟在吉隆坡发表媒体声明承认，他就是马哈迪在即将出版的新书中所公开的「顾问」，并严厉反驳马哈迪对他的指控。潘俭伟表示，马哈迪书籍的部分内容的指控已经对他进行了严重的负面诽谤，迫使他立即对所发表的谎言作出回应，強调他未曾使用威胁手段，也从未亲自见过开发商或与之交谈过。潘俭伟指自己也许是对财政部试图清理纳吉·阿都拉萨留下的烂摊子不满意的人来说，是一个方便的攻击目标，又或者是马哈迪对他存有偏见；认为激怒馬哈迪的其中一個方式就是擊中他的軟肋，告訴他一些‘大老板’受到‘不公平’的對待，并对马哈迪选择听信一位外国奸商的话感到遗憾。
马哈迪随后出席新闻发布会上继续不点名告诉媒体，他只是举出新书中曾国辉（Djoko Tjandra）告诉他要以1令吉的价格收购股权的一个例子，实际上他听到很多商人向他投诉这名担任财政部的顾问很傲慢，表现得好像他是部长一样。马哈迪表示，作为政治秘书，应该向部长报告国家政治，而不是四处执行政府政策，而正是因为这种态出度，马来西亚失去了潜在的外国投资者，才会使许多商人对希盟政府反感。
潘俭伟随后发布第二篇长文，反驳马哈迪在书中摘录批评他担任财长顾问期间，「尽管没有资格，但也曾代表政府公开发言」的指控。这提及他于2018年10月10日就第二捷运（MRT2）的工程谈判，向金务大联营公司（MMC-Gamuda）董事发出的具体声明或「公开信」。潘俭伟总结称，正因为财政部就MRT2的审查工作，成功在不影响项目的进展下，为纳税人节省了88.2亿令吉的利息成本。金务大工程私人有限公司则发文告，抨击潘俭伟扭曲事实，對金务大联营公司作出毫无根据的诽谤指控。
潘俭伟再发表第三篇长文，反驳马哈迪点名他傲慢一事。潘俭伟认为，马哈迪并不喜欢他，更沒给他机会辩护和回应，促请马哈迪公开指责他「傲慢」的华裔商人身份。同时也重申，在出任财长政治秘书期间，他不曾“威胁”任何商人或发展商。马哈迪随后出席新書發布会上指出，他在新书中并没有直接点名潘俭伟，但对方反而多次针对内容做出回应，反而证明书中内容属实。

## 选举成绩
| 年份 | 选区                       | 候选人 | 候选人               | 得票数  | 得票率 | 竞选对手         | 竞选对手           | 得票数 | 得票率 | 总票数  | 多数票  | 投票率 |
| ---- | -------------------------- | ------ | -------------------- | ------- | ------ | ---------------- | ------------------ | ------ | ------ | ------- | ------- | ------ |
| 2008 | 雪蘭莪 P106 八打灵再也北区 |        | 潘俭伟（民主行动党） | 37,851  | 67.92% |                  | 周美芬（马华公会） | 17,879 | 32.08% | 56,257  | 19,972  | 73.47% |
| 2013 | 雪蘭莪 P106 八打灵再也北区 |        | 潘俭伟（民主行动党） | 57,407  | 81.84% |                  | 周虹伶（马华公会） | 12,735 | 18.16% | 70,727  | 44,672  | 82.82% |
| 2018 | 雪蘭莪 P106 白沙罗         |        | 潘俭伟（民主行动党） | 121,283 | 89.00% |                  | 何国胜（马华公会） | 14,380 | 10.55% | 137,639 | 106,903 | 83.76% |
| 2018 | 雪蘭莪 P106 白沙罗         |        | 潘俭伟（民主行动党） | 121,283 | 89.00% | 王满强（人民党） | 617                | 0.45%  |        | 137,639 | 106,903 | 83.76% |